# Cascadas de Montmorency
La cascada de Montmorency es formada por el río de su mismo nombre. Divide la ciudad de Quebec de la municipalidad de Boischatel. La cascada tiene 83 metros de altura, la más alta de la provincia de Quebec, siendo 30 metros más alta que las cataratas del Niágara. Su lecho de caída tiene 17 metros de profundidad.
La cascada está situada en la desembocadura de río Montmorency sobre el río San Lorenzo, justo al frente de la isla de Orleans. Fue llamada así por Samuel de Champlain, en honor a Enrique II de Montmorency, virrey de la Nouvelle-France de 1620 a 1625.
La cascada se encuentra en un parque de la provincia de Quebec. Hay numerosas escaleras que permiten observarla desde diferentes puntos de vista, así como un puente colgante que ofrece una vista espectacular de la caída. Hay también un teleférico, que transporta a los visitantes desde la base hasta la cima. Durante el verano se desarrolla en el parque una competencia internacional de fuegos artificiales, llamada Les grands Feux Loto-Québec. Durante el invierno el vapor del agua se solidifica formando una importante masa de hielo que se transforma en un sitio popular de escalada sobre hielo.

## Historia
Las ruinas de las fortificaciones en tierra construidas por el general Wolfe están ubicadas en la parte oriental del parque. Fueron construidas en 1759. Los desembarcaderos de la ciudad de Quebec fueron trasladados por el general Montcalm a la cascada de Montmorency. El general Wolfe realizó un ataque victorioso escalando los acantilados de las Llanuras de Abraham durante la batalla de las Llanuras de Abraham.

## Las tres cascadas
En el libro 1300 pièges du français parlé et écrit, Camil Chouinard dice que «La Comisión de Topónimos de Quebec reconoce solamente una cascada de Montmorency». Esta idea fue tomada por Yvon Delisle, en su libro Mieux dire: Mieux écrire: «si la población de Quebec utiliza esta expresión en plural, es porque tienen razón, puesto que hay varias cascadas». Las dos más pequeñas no se muestran nunca, pero existen: la cascada del velo de la novia (le Voile de la Mariée) –como comúnmente la llaman los habitantes del sector de Montmorency y como se indica en los letreros de señalización del parque–, sin embargo, la Comisión de Topónimos de Quebec no reconoce esta cascada; la otra es una pequeña cascada que no tiene nombre. Por último, la cascada Montmorency, que también se conoce como el Gran Salto.
|                                                                                                   |
| Panorámica de la cascada vista desde el puente. La ciudad de Quebec se puede ver en la distancia. |

|                                                                                 |
| Foto del «pan de azúcar» que se forma en la base de la cascadas en el invierno. |

|                           |
| Otra vista de la cascada. |

|  |
|  |

- Datos: Q1946396
- Multimedia: Chute Montmorency / Q1946396